# Hymenophyllum taiwanense
Hymenophyllum taiwanense är en hinnbräkenväxtart som först beskrevs av Tag., och fick sitt nu gällande namn av Conrad Vernon Morton. Hymenophyllum taiwanense ingår i släktet Hymenophyllum och familjen Hymenophyllaceae. Inga underarter finns listade.